# Diocese de Qaraghandy
A Diocese de Qaraghandy (em latim: Diœcesis Karagandensis) é uma diocese da Igreja Católica. Está localizada em Qaraghandy, no Cazaquistão.

## História
Em 13 de abril de 1991, a Administração Apostólica do Cazaquistão foi estabelecida em um vasto território, a maior parte do antigo Turquestão Soviético, separado da Diocese de Vladivostok.
Em 29 de setembro de 1997, o território foi dividido para formar a Missão sui juris do Uzbequistão, a Missão sui juris do Tajiquistão e a Missão sui juris do Turcomenistão. Além disso, em 22 de dezembro de 1997, mais territórios foram desmembrados da Administração Apostólica para estabelecer a Missão sui juris do Quirguistão.
A Administração Apostólica foi promovida em 7 de julho de 1999 como Diocese de Karaganda, perdendo mais território para estabelecer a Administração Apostólica de Astana, a Administração Apostólica de Almaty e a Administração Apostólica de Atyrau.

## Prelados
|                   | Nome                         | Período   | Notas                                     |
| Bispos            | Bispos                       | Bispos    | Bispos                                    |
| ----------------- | ---------------------------- | --------- | ----------------------------------------- |
| 3º                | Adelio Dell'Oro              | 2015-     | Atual                                     |
| 2º                | Janusz Wiesław Kaleta        | 2011-2014 | Renunciou, laicizado em 2016.             |
| 1º                | Jan Paweł Lenga, M.I.C.      | 1991-2011 | Arcebispo (titulo pessoal), bispo emérito |
| Bispos auxiliares |                              |           |                                           |
|                   | Yevgeniy Zinkovskiy          | 2021-     | Atual                                     |
|                   | Athanasius Schneider, O.R.C. | 2006-2011 | Nomeado Bispo auxiliar de Astana          |